# Anni d'America. La ricostruzione 1944-1951
Anni d'America. La ricostruzione 1944-1951 è un'opera del 1984 di Egidio Ortona.
L'Autore fornisce in questo testo la versione di fatti dei quali fu parte attiva e/o testimone oculare e la sua interpretazione delle loro cause, remote ed attuali, e delle implicazioni ad essi relative.

## Gli eventi esposti

### Anno 1944
Raffaele Mattioli, Enrico Cuccia, Quinto Quintieri, Mario Morelli e Ortona, questi erano i componenti la delegazione che il 3 novembre 1944 partì per Washington al fine di richiedere al governo statunitense aiuti per l'Italia che stava per avviare una faticosa ricostruzione post-bellica.
Si era alla vigilia delle elezioni statunitensi e Franklin D. Roosevelt, che si presentava per la sua terza volta alla carica di presidente, aveva una particolare attenzione ai voti degli italo americani, influenti e numerosi. La missione italiana fu sollecitata, all'insaputa degli inglesi, dallo stesso segretario di stato statunitense, Cordell Hull, e doveva avere carattere puramente tecnico per illustrare la situazione italiana al Dipartimento del Tesoro ed al Congresso. In quei mesi l'atteggiamento più duro e intransigente sulle clausole dell'armistizio era tenuto dal Regno Unito e da Winston Churchill in particolare, che ne voleva una rigida applicazione, oltre a propendere per una soluzione conservativa e monarchica del dopoguerra italiano. Uno dei problemi principali era rappresentato dalle am-lire, la moneta emessa dalle truppe di occupazione per i pagamenti degli stipendi ai militari e per le forniture. Gli alleati, agli inizi di ottobre, avevano chiesto di porre le spese dei supplies and services (forniture e servizi) a carico diretto del bilancio, interrompendo la prassi del pagamento con le amlire e questo avrebbe aggravato notevolmente lo stato dei nostri conti che già versavano in condizioni drammatiche. Questo passo avrebbe inoltre comportato l'accettazione di quelle clausole dell'armistizio maggiormente vessatrici nei nostri confronti, che la missione italiana intendeva modificare. Roosevelt, negli stessi giorni, introduceva una sorta di sanatoria per una parte delle amlire emesse dagli organi di occupazione, in modo tale che una parte del loro ammontare fosse considerato come credito in dollari a favore di acquisto merci da parte dell'Italia. Ciò, fra l'altro, comportava un'interpretazione a noi favorevole di alcune clausole dell'armistizio e una apertura, soprattutto relativamente all'art. 23 delle disposizioni addizionali del 29 settembre 1943, che stabiliva l'obbligo dell'Italia di «mettere a disposizione la valuta italiana che le Nazioni Unite domanderanno e a riscattare la valuta emessa dalle Nazioni Unite durante le operazioni militari o l'occupazione». Di fatto questa formulazione si prestava a diverse interpretazioni e l'atto di Roosevelt poneva le premesse formali per una via più a noi favorevole in termini monetari ed economici, escludendo una cessione non rimborsabile, e apriva la possibilità, fino ad allora preclusa, di effettuare da parte nostra acquisti all'estero. Con queste premesse il mandato della missione italiana divenne molto più ampio di quello previsto dagli americani per una semplice delegazione tecnica che doveva illustrare la situazione italiana e venivano redatte tre lettere di presentazione indirizzate rispettivamente al Presidente Roosevelt, al segretario di Stato Cordell Hull e al Segretario al Tesoro Henry Morgenthau Jr..

### Anno 1945
La missione Quintieri – Mattioli si conclude con un nulla di fatto mentre il vertice di Jalta tra Churchill, Iosif Stalin e Roosevelt risentì, nella formulazione finale, della precaria condizione di salute del Presidente statunitense, che morì pochi mesi dopo, il 12 aprile del '45. Harry Truman, che in qualità di vicepresidente ne raccolse la successione, era allora ancora considerato un oscuro senatore dello Stato del Missouri, scelto dal suo predecessore proprio perché non in grado di oscurarne l'immagine. I fatti smentirono presto questa superficiale impressione. La situazione italiana era caratterizzata dall'instabilità politica: si ebbero infatti due governi Bonomi, un governo Parri e, alla fine dell'anno, venne formulato il primo governo di Alcide De Gasperi. Fu nominato ambasciatore negli Stati Uniti Alberto Tarchiani che, dietro diretto consiglio di Mattioli, continuerà ad avvalersi della collaborazione di Ortona. Gran parte dell'attività della nostra diplomazia era indirizzata al proseguimento degli obiettivi della precedente missione, con vicende e successi alterni. Segretario di Stato statunitense fu nominato Edward Reilly Stettinius, personalità instabile e non all'altezza del compito da svolgere. L'azione finanziaria della nostra diplomazia si svolse su tre fronti: l'UNRRA, l'Export Import Bank e la FEA (Federal Economic Administration) per quanto concerneva il military program, con atteggiamenti non sempre coerenti tra le diverse entità. Per l'UNRRA infatti, gli aiuti dipendevano dalla dimostrazione di non poter rifondere quanto ricevuto, per l'EIB l'esatto contrario. L'Italia peraltro, non fu invitata alla conferenza di San Francisco dove vennero tracciate le basi per la creazione dell'ONU, alla quale verremo ammessi solo dieci anni dopo. Altre questioni discusse in quel periodo erano la nostra dichiarazione di guerra al Giappone, fatto puramente formale, e il problema di Trieste. Per quanto riguarda la prima, cui tenevano in particolar modo gli statunitensi, essa fu formulata il 15 luglio, quando già era in corso l'incontro di Potsdam; per Trieste fu decisivo l'atteggiamento di Truman, che si pronunciò decisamente contrario a che gli alleati non ottenessero il diretto controllo della città unitamente a Pola, Monfalcone e Gorizia, posizione che provocò un duro proclama del generale Harold Alexander che fugava ogni dubbio sulle intenzioni alleate. Il 14 agosto il Giappone si arrese e terminò così la seconda guerra mondiale. Il 10 dicembre Alcide De Gasperi divenne Presidente del Consiglio.

### Anno 1946
A metà marzo l'Italia riusciva ad essere ammessa alla riunione dell'UNRRA che si svolse ad Atlantic City, dove iniziò a manifestarsi un aperto dissidio tra gli statunitensi e i sovietici. Erano i giorni in cui Churchill pronunciava il famoso discorso di Fulton nel Missouri introducendo l'immagine della cortina di ferro eretta dai sovietici nel cuore dell'Europa e con la quale era di fatto stato proposta un'alleanza anglo – statunitense in chiave antisovietica. L'Italia riuscì ad essere ammessa in due importanti organismi che si costituirono il quell'anno: il Fondo Monetario Internazionale e la Banca Internazionale per la Ricostruzione e lo Sviluppo (Banca Mondiale), adesione che avvenne con il versamento paritetico di quote per 180 milioni di dollari. Ai vertici dell'amministrazione statunitense James Francis Byrnes, avvocato, successe a Stettinius. Si aprì in agosto la conferenza di pace a Parigi, dove Byrnes fu l'unico a stringere significativamente la mano ad Alcide De Gasperi quando scese dal palco. La partenza di Don Sturzo dagli USA, inizialmente programmata per l'ottobre del 1945, venne rimandata, anche su preghiera del cardinale Amleto Cicognani, poiché si era alla vigilia del referendum tra monarchia e repubblica. Sturzo, dopo essere stato inizialmente abbastanza blando nell'incolpare la monarchia, aveva successivamente assunto una posizione di assoluto favore per la soluzione repubblicana, non proprio coincidente con quanto pensavano alcuni vertici ecclesiastici e parte della stessa Democrazia Cristiana. Ortona rientrò momentaneamente in Italia dove, nel frattempo, il ministero degli esteri era stato affidato, il 18 ottobre, a Pietro Nenni. Ortona incontrò Luigi Einaudi, governatore della Banca d'Italia, Donato Menichella, direttore generale della medesima, Guido Carli, direttore dell'Ufficio italiano cambi, e Mario Ferrari Aggradi che ricopriva ancora la carica di segretario generale del Comitato per la Ricostruzione. In Italia le elezioni amministrative del 10 novembre, nelle quali furono coinvolte importati città (Roma, Torino, Genova, Firenze, Napoli e Palermo) videro l'incremento dei partiti di sinistra, specificatamente comunisti e socialisti, e della destra estrema a discapito della Democrazia Cristiana, per la quale si pose il problema di una scelta di indirizzo. Questa scelta fu precisata da Attilio Piccioni in un articolo su Il Popolo del 10 dicembre, nel quale egli affermò che «la DC farà blocco a sé», ed a questa decisione s'allinearono tutte le correnti del partito. Si andava preparando il viaggio di De Gasperi negli Stati Uniti.

### Anno 1947
De Gasperi giunse negli Stati Uniti il 5 gennaio 1947 e la decisione di questa visita fu il frutto di una concomitanza di intenti sia del governo italiano, sia di quello statunitense. Il pretesto era stato l'invito della rivista Time a partecipare a un forum, organizzato dal Council of Word Problems a Cleveland, al quale avrebbero dovuto partecipare vari statisti europei per dibattere i problemi del dopoguerra. Chiaramente questo invito era stato anche sollecitato dal governo statunitense e dal futuro ambasciatore a Roma, Jimmy Dunn. Ad accompagnare il nostro Presidente del Consiglio vi erano Pietro Campilli, ministro per il Commercio Estero, Menichella, direttore generale della Banca d'Italia, Carli, capo dell'Ufficio Cambi, Vittorio Zoppi, Segretario generale del Ministero degli Esteri, e la figlia del Presidente del Consiglio, Maria Romana. Dopo una partenza stentata, la vista si svolge bene anche grazie alla concessione all'Italia da parte della Banca Import Export di un prestito di 100 milioni di dollari e alla formale assicurazione della concessione di 50 navi Liberty. Proprio in quei giorni il Segretario di Stato statunitense Byrnes lasciava la sua carica, dissentendo da Truman sulla politica dura da tenersi con il blocco sovietico, e venne sostituito dal generale George Marshall. Il successo, seppure più formale che sostanziale, del viaggio in USA e la netta virata della politica statunitense nei confronti del blocco comunista determinarono anche in Italia un cambiamento nella formulazione del terzo dicastero di De Gasperi, che nel rimpasto dei primi di febbraio affidò solo tre ministeri alle forze di sinistra, che vennero poi definitivamente estromesse dalla compagine governativa nel governo che si formò il 6 giugno successivo. Ai primi di marzo l'Inghilterra comunicava agli Stati Uniti di non poter proseguire nel programma di aiuti alla Grecia e chiedeva agli Usa di intervenire in questo senso anche in Turchia. Questo fatto determinò un punto di svolta nella politica statunitense, che si vide costretta ad un intervento diretto per arginare l'espansione comunista. Si andava quindi formulando quella che verrà definita successivamente la dottrina Truman, compendiata in due punti essenziali: 
- «deve essere politica degli Stati Uniti recare aiuti ai popoli che stanno resistendo ai tentativi di soggiogamento da parte di minoranze armate o di pressioni esterne»;
- «gli Stati Uniti debbono assistere i popoli liberi a forgiare a loro modo il proprio destino».

A rafforzare l'intendimento statunitense vi fu anche il fallimento della conferenza di Mosca, alla quale partecipò come segretario di Stato il generale Marshall, per la sistemazione dell'assetto europeo, in particolare quello della Germania e quello dell'Austria. La posizione dei sovietici apparve subito chiaramente volta a rifiutare qualsiasi programma di assetto definitivo e Stalin fece intendere che considerava prematuro ogni progetto per la Germania. Il 28 aprile Truman annunciò alla nazione il fallimento della conferenza e il giorno successivo diede istruzioni al dipartimento di Stato per la preparazione di un piano organico di aiuti statunitensi per la ricostruzione dell'Europa occidentale. Era l'avvio di quello che fu poi chiamato il piano Marshall, che andò in discussione al Congresso il 1º marzo dell'anno successivo. Il 15 settembre del '43 entrava in vigore il trattato di pace, discusso nel marzo precedente. Ortona venne richiamato e fece visita a De Gasperi il 13 ottobre, cioè il giorno successivo alle elezioni amministrative al comune di Roma, che videro una buona vittoria della DC. Il 12 dicembre venne votata la nuova Costituzione.

### Anno 1948
Fu un anno cruciale per il nostro immediato dopoguerra, sia per la politica interna, sia per il nostro posizionamento nel blocco occidentale. In Europa venne creata, il 16 aprile, l'OECE, della quale entrarono a far parte 16 paesi ad esclusione, per esplicito divieto di Mosca, di quelli facenti parte della sfera sovietica. Negli USA venne approvato il piano Marshall (ERP, European Recovery Program) per 17 miliardi di dollari in quattro anni. Le elezioni politiche italiane, che si svolsero il 18 aprile, si collocarono tra il lancio del piano di aiuti statunitense e la stipulazione del Patto Atlantico, quindi in un momento di particolare delicatezza per i finanziamenti in grado di dare sviluppo ulteriore alla nostra ricostruzione e la collocazione italiana tra i due blocchi contrapposti, che si erano ormai delineati in modo chiaro. Era preciso intento della politica statunitense evitare che l'Italia, la Grecia, la Turchia e l'Iran cadessero nella sfera d'influenza sovietica e proprio l'Italia, alla vigilia della tornata elettorale, costituiva un importante banco di prova. Il presidente della Fiat, Vittorio Valletta, fece una visita a Washington con la quale riuscì ad ottenere un prestito di 6 milioni di dollari, che furono essenziali per il rilancio dell'industria torinese. Questione ancora aperta era tuttavia la sistemazione di Trieste e per questa vi era una chiara presa di posizione da parte statunitense, con l'assenso dei francesi e degli inglesi, che venne esplicitata in un memorandum il 20 marzo, nel quale si affermava «essere giunto il momento di restituire Trieste alla sovranità italiana» e si chiedeva per questo che Mosca si accordasse con il governo italiano. Si trattava di un ulteriore colpo ai piani sovietici in vista delle elezioni, aggravato dal terzo veto opposto dall'Unione Sovietica all'ingresso dell'Italia nell'ONU (11 aprile). L'esito delle elezioni del 18 aprile segnò la maggioranza assoluta della Democrazia Cristiana, che passò dal 35,2% dei suffragi nelle elezioni precedenti al 48,5%, conquistando alla Camera dei deputati la maggioranza dei seggi (305 su 574). Per la gestione dei contributi ERP viene creato un nuovo dipartimento con la denominazione Economic Cooperation Administration (ECA). La nostra posizione in quei mesi restava in bilico tra l'adesione al Patto Atlantico e all'Unione dell'Europa Occidentale e un neutralismo tra i due blocchi contrapposti, soprattutto per ragioni di politica interna, che riguardavano non solo l'atteggiamento dei partiti comunista e socialista italiani, ma anche la stessa DC, la cui corrente di sinistra, guidata da Giovanni Gronchi, vedeva la scelta come un ostacolo alla ripresa di un dialogo con gli stessi partiti di sinistra. Alcide De Gasperi e Carlo Sforza, ministro italiano degli affari esteri, pur convinti che il destino dell'Italia dovesse essere associato a quello dei paesi occidentali, non erano in grado di superare le cautele e le perplessità che tale adesione poteva creare nelle sinistre, che potevano alimentare proclamazioni di neutralismo tali da raffreddare ogni interesse statunitense nei nostri confronti.

### Anno 1949
Il 20 gennaio, nel suo discorso di insediamento (Inauguration Day), il rieletto Truman espose i punti fondamentali del suo programma che erano: continuazione della ferrea lotta anticomunista; continuazione dell'ERP; Patto Atlantico e contribuzione della tecnica e del capitale statunitense allo sviluppo delle aree sottosviluppate del mondo. Quest'ultimo punto non era affatto nuovo e, per certi versi, preannunciava già quello che poi sarebbe stato uno dei temi fondamentali degli anni a venire, cioè il problema Nord – Sud. Parallelamente esso era anche un implicito incoraggiamento alle multinazionali statunitensi ad espandersi in questi paesi. Per l'Italia i problemi rimasti aperti erano l'ingresso nel Patto di Bruxelles e l'adesione al Patto Atlantico, per la quale il nostro governo richiedeva alcune garanzie, quali la clausola di automatico intervento in caso di aggressione e la sistemazione della questione di Trieste. Al nostro ingresso erano contrari gli inglesi, il cui ministro degli esteri, Ernest Bevin, aveva detto al nostro ambasciatore a Londra, Tommaso Gallarati Scotti, che era nel nostro interesse rinviare il nostro ingresso. Ogni incertezza venne superata l'11 marzo, quando De Gasperi sottopose al Parlamento la mozione del nostro ingresso nel Patto Atlantico. La discussione terminò il giorno successivo con 342 sì contro 170 no. Il Patto Atlantico fu poi firmato il successivo 4 aprile dal ministro Sforza, che si recò negli Stati Uniti per la prima volta. Tra le questioni più spinose ancora aperte vi era quella delle nostre colonie in Africa, la cui discussione si era spostata in sede all'ONU dove, il 7 aprile, si apriva il dibattito in merito, senza però giungere a definitivi risultati. Ai primi di settembre il fatto catalizzante fu la crisi della sterlina, che si trascinava già dalla primavera e che stava emergendo in tutta la sua ineluttabilità con le relative implicazioni nei rapporti intereuropei ed euroamericani. Gli sviluppi della situazione erano delineati già dalla fine di agosto, al punto da determinare un viaggio a New York per la riunione del Fondo Monetario e della Banca Internazionale, da parte del nostro ministro Giuseppe Pella, accompagnato da Menichella e da Carli. L'annuncio della svalutazione venne dato il 18 settembre, alle 9,15 GT, e questo obbligò anche il nostro governo ad un riallineamento delle parità monetarie. La nostra legge del 1947 consentiva oscillazioni nei confronti del dollaro, senza interventi ufficiali, fino a 650 lire e per questo Pella, unitamente ai due rappresentanti della Banca d'Italia, suggerì al nostro governo un riallineamento a 640 lire. Il 23 settembre Truman annunciava alla radio che «vi erano prove che in quei giorni aveva avuto luogo in Russia un'esplosione nucleare» e questo fatto accelerò l'approvazione da parte del Congresso della legge per gli aiuti militari ai paesi europei e aprì la strada ad una riammissione della Germania Occidentale nel consesso dei paesi europei, che dovevano far fronte all'avanzata sovietica.

### Anno 1950
Avvenimenti centrali dell'anno furono lo scoppio della guerra di Corea, che ebbe forti ripercussioni su tutta la linea della politica estera degli USA, colti piuttosto impreparati dall'offensiva comunista, e l'inizio della campagna anticomunista all'interno dell'amministrazione americana, ma non solo, da parte del senatore Joseph McCarthy. Il «maccartismo» ebbe facile presa sull'opinione pubblica statunitense perché faceva leva su sentimenti di isolazionismo mai del tutto sopiti in molti ambienti conservatori che mal giudicavano l'internazionalismo praticato da Roosevelt e da Truman. La Corea del Nord invase quella del Sud il 24 giugno, il che determinò immediatamente una pronta reazione da parte del presidente statunitense, che il successivo il 27 annunciava una nuova formulazione della politica statunitense in Asia, nella quale era previsto un intervento della marina e dell'aviazione americane in Corea e un'intensificazione della difesa nelle Filippine, a Formosa e in Indocina. Per l'intervento in Corea gli USA chiesero la copertura di una deliberazione ONU, che venne prontamente accordata. A capo delle forze di intervento fu posto il generale Douglas MacArthur, già comandante nello scacchiere del Pacifico nel corso della seconda guerra mondiale. Nei mesi precedenti gli USA avevano avviato, per i Paesi aderenti alla NATO, il Programma di mutua assistenza nella difesa (MDAP) destinato essenzialmente al riarmo dei pesi europei in funzione antisovietica. Il 19 luglio l'America avviò la mobilitazione generale, che prevedeva, fra l'altro, 10 miliardi di spese per la difesa, la conversione industriale e qualche miliardo per l'armamento europeo. Il timore era infatti che quella della guerra in la Corea fosse una mossa diversiva per lanciare un attacco in Europa. Trieste restava una questione ancora aperta e lo scissionismo di Tito nei confronti di Mosca parve complicarla ancora di più, perché gli statunitensi vedevano positivamente ogni allontanamento dalla sfera sovietica in ambito europeo. A questo proposito il ministro Sforza pronunciò un energico discorso nel quale richiamava la dichiarazione tripartita del 20 marzo 1948 (ritorno della zona A e della zona B del Territorio Libero di Trieste (TLT) sotto la sovranità italiana) e richiedeva un avvio delle relative trattative, ma tutto, ancora una volta, si arenò. Si aprì invece, in questi frangenti, il problema di un riarmo della Germania che era all'ordine del giorno nella prima riunione dei ministri dei Paesi NATO che si tenne a New York il 13 settembre e che venne in parte superato con la proposta di creazione di una forza integrata europea. Per quanto riguardava l'ambito OECE si andavano elaborando piani di integrazione europea e più precisamente: 
a) Piano Stikker (Ministro olandese degli Esteri) che prevedeva l'attuazione di un'integrazione per settori, che comportasse l'abolizione graduale delle restrizioni quantitative e delle tariffe doganali;
b) Piano Petsche (Ministro delle Finanze francese), che era basato soprattutto sulla creazione di una banca europea degli investimenti, dotata di mezzi atti a finanziare i maggiori sviluppi dell'industria europea;
c) Piano Pella (Ministro del tesoro italiano), che prevedeva la creazione di una zona preferenziale europea, partendo dalla constatazione che l'integrazione era necessaria per aumentare, mediante una più intensa concorrenza, l'efficienza produttiva europea.
Si tratta dei primi vaghi approcci che andranno a formare nel tempo l'Unione europea.

### Anno 1951
L'anno fu ancora dominato dalla guerra coreana sul piano internazionale e, per quanto riguarda la politica italiana, restavano aperte questioni fondamentali quali in nostro ingresso all'ONU, sul quale l'URSS continuava a porre il veto, e la sistemazione di Trieste. Positivamente per noi si evolse il problema della revisione del trattato di pace e ciò ci consentì di avere un ruolo più attivo all'interno dell'Organizzazione Atlantica. Sul piano economico l'Italia riuscì ad ottenere notevoli benefici dalla politica statunitense degli off shore procurement, cioè le commesse di materiale militare affidate all'estero dal governo USA, che superarono i 400 milioni di dollari. Il nostro Presidente del Consiglio, in un discorso tenuto a Trento il 25 aprile, chiarì definitivamente la posizione italiana per quanto riguardava la guerra di Corea e l'atteggiamento dello Stato italiano nei confronti del blocco comunista e questa presa di posizione chiara e senza concessioni o compromessi fu di grande aiuto nei colloqui che si svolsero in settembre, nel corso della sua visita negli USA. Questa volta, ad attenderlo alla stazione, il 23 settembre, ci fu lo stesso presidente Truman, con tutta la famiglia, e una foltissima delegazione delle più alte cariche del Dipartimento statunitense. Folta era anche la nostra delegazione con Pella, Ferrari Agradi, Ugo La Malfa, Giovanni Malagodi e numerosi funzionari e consiglieri. Nonostante la dichiarazione tripartita di Francia, Inghilterra e Stati Uniti, che affermava la necessità di ammissione italiana all'ONU, il 18 dicembre in una riunione del Consiglio di Sicurezza si riscontrarono da parte sovietica le stesse resistenze e il condizionamento posto dall'URSS per l'ammissione dei suoi paesi satelliti (Albania, Bulgaria, Mongolia, Romania e Ungheria). La questione si trascinerà ancora per qualche anno.

## Edizioni
- Egidio Ortona, Anni d'America. La ricostruzione 1944-1951, Bologna, Il Mulino, 1984, ISBN 88-15-00531-5.